# Place Dauphine
La Place Dauphine es una plaza pública situada al oeste de la Île de la Cité en el Distrito I de París, Francia. Su construcción comenzó en 1607 bajo las órdenes de Enrique IV. Fue el segundo de sus proyectos de plazas públicas en París, tras la Place Royale (actualmente Place des Vosges). La llamó en honor a su hijo, el Delfín de Francia y futuro Luis XIII, que nació en 1601. Desde la plaza, de forma triangular, se puede acceder al Pont Neuf, un puente que conecta las orillas izquierda y derecha del Sena pasando por la Île de la Cité. Una calle de cuarenta metros de longitud, llamada desde 1948 Rue Henri-Robert, conecta la Place Dauphine con el puente. Donde se encuentran, hay otras dos plazas, la Place du Pont Neuf y la Square du Vert Galent.

## Historia

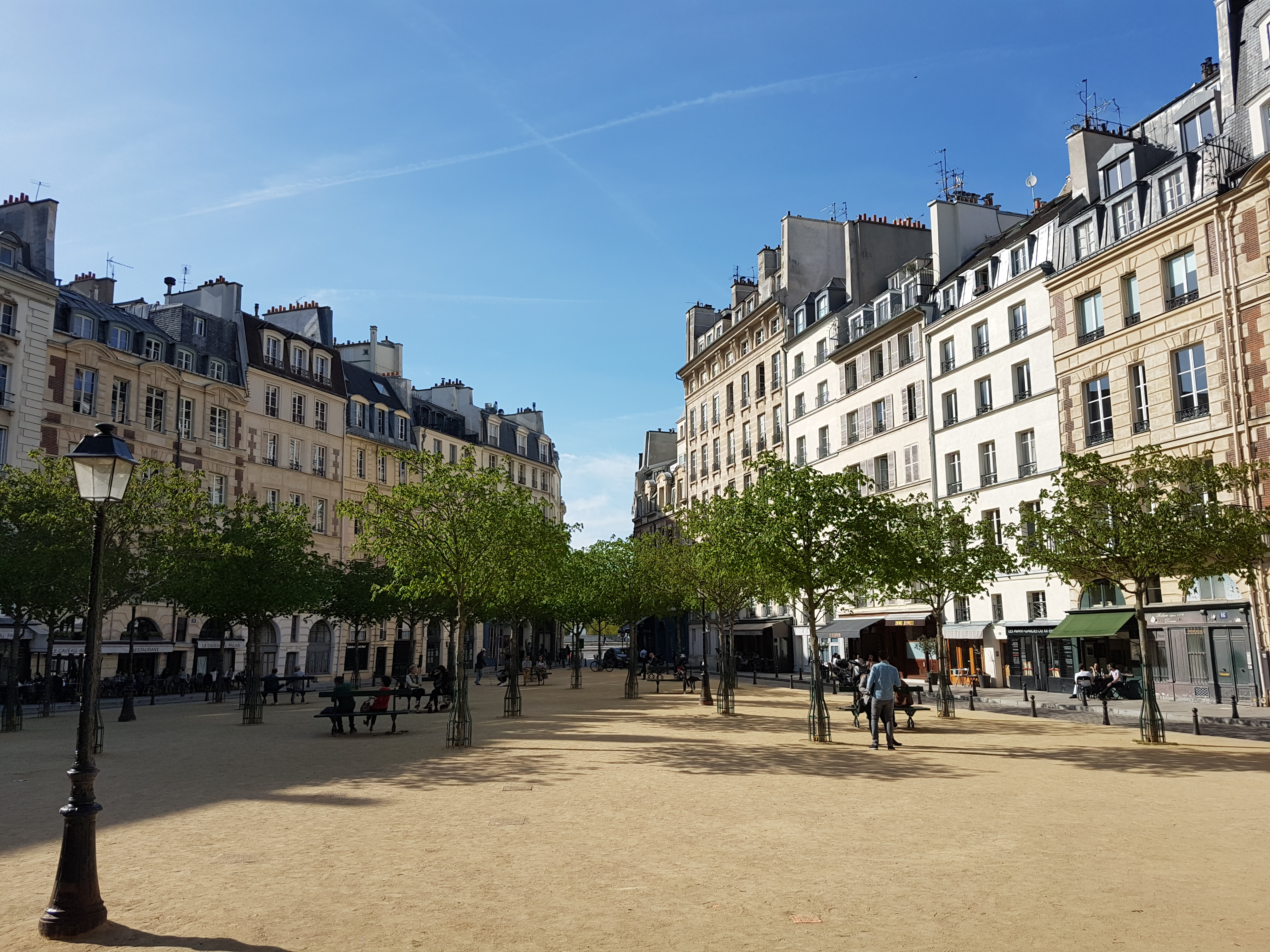
La Place Dauphine mirando hacia el oeste, hacia el Pont Neuf.

La Place Dauphine fue construida entre 1607 y 1610, mientras la Place Royale estaba todavía en construcción. Fue uno de los primeros proyectos urbanísticos de Enrique IV. Estaba situada en una parcela creada con parte del jardín occidental del enclave amurallado conocido como Palais de la Cité (debido a que los reyes Capetos vivieron allí hace mucho tiempo, antes de que se construyera el Louvre). Allí había un pabellón, la Maison des Etuves, situado en la pared oeste del muro, cerca de dos islas fluviales, poco más de bancos de lodo en la época. Un islote se incorporó en el terreno de relleno que extendió la Île de la Cité hacia el oeste para formar la sección media, el terre-plein, del Pont Neuf (completado en 1606) y, en un lado del puente, una plataforma que sostiene una estatua ecuestre de Enrique IV (instalada en 1614). El segundo islote se eliminó. La Place Dauphine debía ocupar la parte oeste del jardín y el terreno vacío que se había creado entre él y el puente.
El 10 de marzo de 1607 se otorgaron unos tres acres de terreno a Achille de Harlay, con órdenes de realizar un proyecto según el plan general, que imponía que los edificios se tenían que adherir a una fachada determinada y repetitiva. El proyecto tuvo de dos componentes: una plaza triangular y una hilera de casas en la base del triángulo en el lado este de la Rue de Harlay, que se extiende hacia el este a lo largo de los quais. Había dos entradas a la plaza: una en el centro del lado este y la otra en el oeste, abriéndose hacia el Pont Neuf. La entrada del oeste ("río abajo") se formó con dos pabellones frente al puente y la estatua de Enrique IV al otro lado.
La última de las casas (situada en la esquina sudeste de la plaza) se completó en 1616. Originalmente todas se construyeron con más o menos las fachadas especificadas, que eran similares a las de la Place Royale, aunque más modestas. Cada unidad incluía dos escaparates porticados en la planta baja revestidos con piedra, entre los cuales se abría una puerta estrecha hacia un pasaje que conducía a un patio interior con una empinada escalera que llevaba a las dos plantas residenciales. Estas estaban cubiertas con sillares angulares de ladrillo y caliza. En la cima había un ático con cubierta de pizarra y buhardillas, similar a los de la Place Royale, excepto que cada lado de la Place Dauphine estaba cubierto por un único tejado, y las buhardillas "no daban ningún indicio de que eran casas separadas". En realidad, detrás de las fachadas, las casas, construidas por diferentes compradores, variaban en cuanto a planta y superficie
Desde su construcción, casi todos los edificios que rodean la plaza han sido elevados, reconstruidos, sustituidos con imitaciones de los originales o se ha construido una nueva fachada. Solo dos mantienen su aspecto original, los que rodean la entrada desde el Pont Neuf. En 1792, durante la Revolución francesa, la Place Dauphine se renombró Place Thionville, nombre que mantuvo hasta 1814. Los antiguos edificios del este, dañados gravemente por un incendio durante los enfrentamientos de la Comuna de París en 1871, fueron demolidos para abrir la vista hacia el Palacio de Justicia.
|  |  |  |
|  |  |  |

## Transporte
La Place Dauphine está conectada con las líneas 4 y 7 del Metro de París mediante las estaciones Pont Neuf y Cité.